# Merlinoite
La merlinoite è un minerale.